# معركة كابوريتو
معركة كابوريتو (Caporetto) هي معركة مهمة بين القوات النمساوية تساندها القوات الألمانية وبين القوات الإيطالية في الحرب العالمية الأولى حدثت في الفترة 24 أكتوبر – 7 نوفمبر 1917، وانتهت بانتصار القوات الألمانية والنمساوية.

## الخلفية التاريخية
- بعد سلسلة من المعارك الدموية ما بين إيطاليا والإمبراطورية النمساوية المجرية بدءاً من مايو 1915 (من بينها معركة إيسونزو)، لم يحرز أي من الطرفين نصراً حاسماً ومن كان مصير هذه الجبهة هو الثبات (كما حدث في الجبهة الفرنسية)، وأدى هذا إلى خلق حالة من الإحباط بين المتحاربين، خصوصاً الإيطاليين، حيث بدأت الجماهير الإيطالية تبدي استياءها من الحرب.
- إضافة على ذلك كان الكثير من الضباط الإيطاليين لا يحملون حباً كبيراً للقائد الإيطالي الأعلى لويجي كادورنا، مما أدّى ببعضهم إلى عدم إطاعتهم لأوامره.
- في المقابل فإن النمساويون الذي سئموا أيضاً عدم مجيء انتصار حاسم ينهي هذه الحرب الطويلة أدى بهم إلى طلب المساعدة من حليفتهم ألمانيا، ولبت هذه الأخيرة النداء، إذ أرسلت قوات يقودها القائد الألماني أوتو فون بيلوف Below.

## سير المعركة
- بدأ الهجوم الألماني - النمساوي في 24 أكتوبر 1917 وبالرغم من أن كادورنا أنذر القوات الإيطالية من الهجوم المرتقب، لكن لم يبال أحد من الضباط المسؤولين في الجبهة بهذا الإنذار.
- كانت النتيجة تراجعاً إيطالياً مخيفاً، لدرجة أنه كاد أن يؤدي إلى انهيار الجبهة الإيطالية بكاملها، مما حدا بالحلفاء الغربيين بريطانيا، وفرنسا، والولايات المتحدة إلى إرسال قوات إلى الجبهة الإيطالية وأدّى هذا التعاضد إلى إيقاف الزحف الألماني - النمساوي في 7 نوفمبر على ضفاف نهر بيافي على مداخل مدينة البندقية الإيطالية.
- يقال أن الألمان والنمساويون أسروا في هذا المعركة 300,000 جندي وضابط من الحلفاء.
- في 29 أكتوبر (أثناء المعركة) استقال رئيس الوزراء الإيطالي باولو بوسيللي من منصبه، كما أدّت نتيجة هذه المعركة إلى إعفاء كادورنا من مركز القيادة وإحلال أرماندو دياز محله.